# Ватин
Ватин (мађ. Versecvát) је насеље у граду Вршцу, у Јужнобанатском округу, у Србији. Према попису из 2022. било је 148 становника.
У овом насељу налази се гранични прелаз са Румунијом (Ватин-Моравица)

## Историја
У бронзано доба је на овом подручју постојала Ватинска археолошка култура, названа по овом насељу.
Назив места Ватин по годинама: Vodad (Wodad) – 1334. Vadah (Wadach) 1414. Vat (vat) – 1421. г. Fatina. после Vattina -1717. г. Verseczát -1911. г. Ватин - 1919. г.
Године 1333. постојала је овде парохија, којој је духовни отац био Никола. У овом времену било је насељу име Водад. Године 1370. било је име једног Водадском становнику Радин. Дакле, био је Србин. Јоаким де Бадад био је 1411. властелин тога насеља. По предању овде су живели, око 1414. хајдуци Матија и Емерик Балог де Вадах (Wadach). 1421. Ват (Vat) је био у поседу олигарха Јована Јанка де Нађлак. После његове смрти (1427. г.) краљ Жигмунд Луксембуршки је поклонио ово место вранском приору Алберту де Нађмихаљу. Како је његов син Ђорђе постао краљу неверан, губернатор Јанош Хуњади поклонио је Ват (Wath) Шарвариевима. Нађмихаљеви нису могли да забораве губитак Ватина. Чак 1550-те када су Ватин узели у посед Петар Петровић и Ђорђе Мартинац, протестовали су Нађмихаљеви. Сигмунд Батори је 1597. продао Ватин Волфгангу Прибеку.
Ватин је 1713. године имао 18 домова. Године 1716. припојен је Вршачком диштрикту. Ватин 1717. године имао је 27 домова, 1749. 36 домова, а 1751. гдодине само 34 дома. Године 1730. подигнута је црква брвнара, године 1856. подигнута је црква.
Аустријски царски ревизор Ерлер је 1774. године констатовао да место припада Жамском округу, Вршачког дистрикта. Становништво је било претежно влашко.
Године 1859. откупио је Манцинг ово имање Вагнеру и Вошингу, од којих су га откупили грофови Виктор и Ладислав Ћирки. Од 1891. имао је Ватин железничку постају, а од 1908. станицу. 1914. откупила је општина зграду за општинску кућу.
Број становника био је: 1869. године 510 становника: 1890. 581становник; 1900.661; 1910.644. Године 1902. у селу је било 135 Немаца за које је моравички парох тражио државну школу. Године 1921. пописано је 562 становника, од којих је било; Срба-346; Словака-18; Румуна- 36; Немаца- 95; Мађара-77.
Године 1919. обустављен желизнички саобраћај на линији Базијаш-Темишвар преко Ватина, 1919. постављена је у Ватину стржа жандармерије и царина.
Источно од Ватина, на локалитету Бела Бара, налазило се праисторијско насеље и некропола, по коме је једна култура раног и средњег бронзаног доба добила име — Ватинска култура. Од 1893. до 1919. Феликс Милекер, кустос Градског музеја у Вршцу вршио је археолошка ископавања на локалитету.ватинске културе бронзаног доба.

## Демографија
У насељу Ватин живи 214 пунолетних становника, а просечна старост становништва износи 46,3 година (44,1 код мушкараца и 48,5 код жена). У насељу има 99 домаћинстава, а просечан број чланова по домаћинству је 2,53.
Становништво у овом насељу веома је нехомогено, а у последња три пописа, примећен је пад у броју становника.
|  |

| Демографија | Демографија | Демографија |
| Година      | Становника  | Становника  |
| ----------- | ----------- | ----------- |
| 1948.       | 548         |             |
| 1953.       | 586         |             |
| 1961.       | 553         |             |
| 1971.       | 489         |             |
| 1981.       | 417         |             |
| 1991.       | 316         | 308         |
| 2002.       | 250         | 261         |

| Етнички састав према попису из 2002.‍ | Етнички састав према попису из 2002.‍ | Етнички састав према попису из 2002.‍ | Етнички састав према попису из 2002.‍ | Етнички састав према попису из 2002.‍ |
| ------------------------------------ | ------------------------------------ | ------------------------------------ | ------------------------------------ | ------------------------------------ |
|                                      |                                      |                                      |                                      |                                      |
| Срби                                 | Срби                                 |                                      | 133                                  | 53,2%                                |
| Мађари                               | Мађари                               |                                      | 67                                   | 26,8%                                |
| Југословени                          | Југословени                          |                                      | 12                                   | 4,8%                                 |
| Румуни                               | Румуни                               |                                      | 10                                   | 4,0%                                 |
| Немци                                | Немци                                |                                      | 5                                    | 2,0%                                 |
| Словенци                             | Словенци                             |                                      | 3                                    | 1,2%                                 |
| Македонци                            | Македонци                            |                                      | 2                                    | 0,8%                                 |
| Чеси                                 | Чеси                                 |                                      | 1                                    | 0,4%                                 |
| непознато                            | непознато                            |                                      | 8                                    | 3,2%                                 |

| \| \| м \| \| \| ж \| \| ? \| 0 \| \| \| 3 \| \| 80+ \| 2 \| \| \| 7 \| \| 75—79 \| 8 \| \| \| 16 \| \| 70—74 \| 12 \| \| \| 13 \| \| 65—69 \| 3 \| \| \| 6 \| \| 60—64 \| 9 \| \| \| 4 \| \| 55—59 \| 7 \| \| \| 8 \| \| 50—54 \| 15 \| \| \| 9 \| \| 45—49 \| 12 \| \| \| 12 \| \| 40—44 \| 4 \| \| \| 6 \| \| 35—39 \| 4 \| \| \| 4 \| \| 30—34 \| 10 \| \| \| 3 \| \| 25—29 \| 7 \| \| \| 8 \| \| 20—24 \| 6 \| \| \| 7 \| \| 15—19 \| 7 \| \| \| 8 \| \| 10—14 \| 4 \| \| \| 4 \| \| 5—9 \| 7 \| \| \| 9 \| \| 0—4 \| 5 \| \| \| 1 \| \| Просек : \| 44,1 \| \| \| 48,5 \| |      |  |  |      |
| |      |  |  |      |
| | м    |  |  | ж    |
| ? | 0    |  |  | 3    |
| 80+ | 2    |  |  | 7    |
| 75—79 | 8    |  |  | 16   |
| 70—74 | 12   |  |  | 13   |
| 65—69 | 3    |  |  | 6    |
| 60—64 | 9    |  |  | 4    |
| 55—59 | 7    |  |  | 8    |
| 50—54 | 15   |  |  | 9    |
| 45—49 | 12   |  |  | 12   |
| 40—44 | 4    |  |  | 6    |
| 35—39 | 4    |  |  | 4    |
| 30—34 | 10   |  |  | 3    |
| 25—29 | 7    |  |  | 8    |
| 20—24 | 6    |  |  | 7    |
| 15—19 | 7    |  |  | 8    |
| 10—14 | 4    |  |  | 4    |
| 5—9 | 7    |  |  | 9    |
| 0—4 | 5    |  |  | 1    |
| Просек : | 44,1 |  |  | 48,5 |

| Година пописа     | 1948. | 1953. | 1961. | 1971. | 1981. | 1991. | 2002. |
| ----------------- | ----- | ----- | ----- | ----- | ----- | ----- | ----- |
| Број домаћинстава | 145   | 157   | 154   | 143   | 139   | 106   | 99    |

| Број чланова      | 1  | 2  | 3  | 4  | 5 | 6 | 7 | 8 | 9 | 10 и више | Просек |
| ----------------- | -- | -- | -- | -- | - | - | - | - | - | --------- | ------ |
| Број домаћинстава | 26 | 34 | 16 | 15 | 3 | 2 | 3 | 0 | 0 | 0         | 2,53   |

| Пол    | Укупно | Неожењен/Неудата | Ожењен/Удата | Удовац/Удовица | Разведен/Разведена | Непознато |
| ------ | ------ | ---------------- | ------------ | -------------- | ------------------ | --------- |
| Мушки  | 106    | 26               | 63           | 12             | 5                  | 0         |
| Женски | 114    | 15               | 60           | 33             | 3                  | 3         |
| УКУПНО | 220    | 41               | 123          | 45             | 8                  | 3         |

| Пол    | Укупно                    | Пољопривреда, лов и шумарство | Рибарство                            | Вађење руде и камена | Прерађивачка индустрија       |
| ------ | ------------------------- | ----------------------------- | ------------------------------------ | -------------------- | ----------------------------- |
| Мушки  | 50                        | 31                            | 0                                    | 0                    | 5                             |
| Женски | 29                        | 21                            | 0                                    | 0                    | 0                             |
| Укупно | 79                        | 52                            | 0                                    | 0                    | 5                             |
|        |                           |                               |                                      |                      |                               |
| Пол    | Производња и снабдевање   | Грађевинарство                | Трговина                             | Хотели и ресторани   | Саобраћај, складиштење и везе |
| Мушки  | 0                         | 4                             | 3                                    | 0                    | 1                             |
| Женски | 0                         | 0                             | 2                                    | 0                    | 0                             |
| Укупно | 0                         | 4                             | 5                                    | 0                    | 1                             |
|        |                           |                               |                                      |                      |                               |
| Пол    | Финансијско посредовање   | Некретнине                    | Државна управа и одбрана             | Образовање           | Здравствени и социјални рад   |
| Мушки  | 0                         | 0                             | 3                                    | 0                    | 0                             |
| Женски | 0                         | 1                             | 1                                    | 1                    | 0                             |
| Укупно | 0                         | 1                             | 4                                    | 1                    | 0                             |
|        |                           |                               |                                      |                      |                               |
| Пол    | Остале услужне активности | Приватна домаћинства          | Екстериторијалне организације и тела | Непознато            | Непознато                     |
| Мушки  | 0                         | 0                             | 0                                    | 3                    | 3                             |
| Женски | 1                         | 0                             | 0                                    | 2                    | 2                             |
| Укупно | 1                         | 0                             | 0                                    | 5                    | 5                             |

## Галерија
| - Главна улица са православном црквом - Католичка црква - Река Моравица поред Ватина |